# Colloquia et dictionariolum

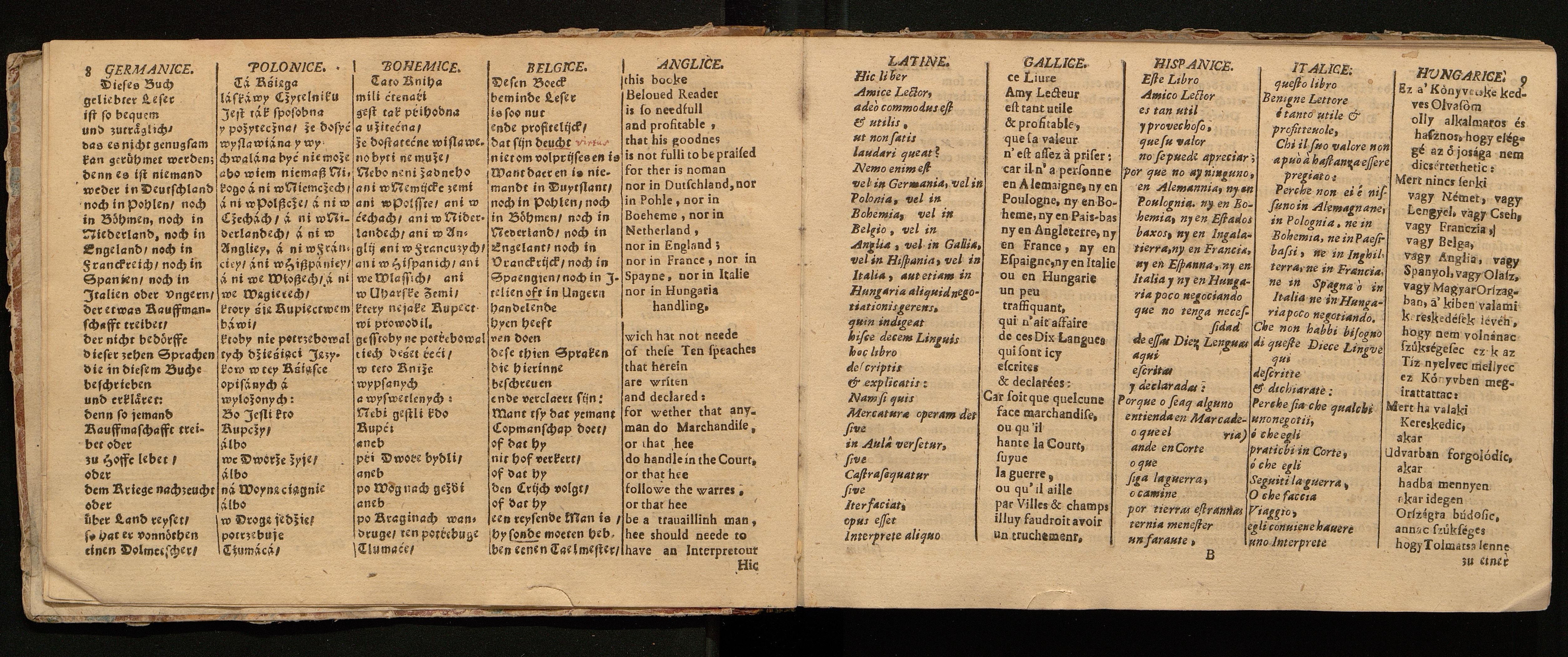
Ein 10-sprachiger Berlaimont: Gazophylacium decem linguarum Europaeum, Košice 1691

Colloquia et dictionariolum (lateinisch für Gespräche und kleines Wörterbuch) ist einer der Titel des wohl erfolgreichsten Sprachführers aller Zeiten. Der Text wurde vom Antwerpener Französischlehrer Noël de Berlaimont (auch van Barlemont o. ä.) vermutlich in den 1520er Jahren geschrieben.

## Geschichte
Im Verlauf von über 3½ Jahrhunderten, bis 1885, wurde Berlaimonts Text über 150-mal nachgedruckt. Dabei wurden aus den ursprünglich vier zweisprachig französisch-niederländischen Kapiteln im ersten Teil Ausgaben mit acht Kapiteln in bis zu zehn Sprachen. Neben dem Französischen und Niederländischen sind bisher Drucke mit deutschen, englischen, italienischen, lateinischen, portugiesischen, spanischen, katalanischen, polnischen, tschechischen, schwedischen, ungarischen und bretonischen Spalten bekannt. Darüber hinaus gibt es handschriftliche Übersetzungen des Berlaimont ins Russische, Ruthenische, Kirchenslawische und Malaiische.
Die verschiedenen Sprachen sind dabei stets in Spalten auf einer Seite oder Doppelseite angeordnet, so dass man aus jeder der Sprachen in jede andere übersetzen kann. Anders als heutige Sprachführer enthält der Berlaimont, der auch als Lehrbuch benutzt werden konnte, nicht nur einzelne Sätze zu bestimmten Themen, sondern jeweils ganze Gespräche in verschiedenen Situationen. Das letzte der acht Kapitel des ersten Teils ist außerdem ein Briefsteller.
Im zweiten Teil enthalten die meisten Ausgaben das im Titel erwähnte dictionariolum, ein kleines Wörterbuch, das alphabetisch nach einer der Sprachen sortiert ist (meist nach der am Druckort gesprochenen Sprache). Außerdem sind in vielen Ausgaben unterschiedliche Handreichungen zur Aussprache oder zu einigen grammatischen Grundlagen einzelner Sprachen abgedruckt.

## Ausgewählte Auflagen

### Wissenschaftliche Ausgaben
- Colloquia et dictionariolum septem linguarum: Gedrukt door Fickaert te Antwerpen in 1616. Opnieuw uitgegeven door prof. Dr. R. Verdeyen. Antwerpen/’S Gravenhage: Bd. 1 1926 [Einleitung mit einer Liste aller Verdeyen bekannten Auflagen], Bd. 2 1925 [Edition], Bd. 3 1935 [Ergänzungen, ndl.-frz. Glossar, Anmerkungen zur Edition]. (Vgl. Digitalisat.)

- Sørensen, Hans Christian. Ein russisches handschriftliches Gesprächsbuch aus dem 17. Jahrhundert. København 1962.

- Colloquia, et dictionariolum octo linguarum: Latinæ, Gallicæ, Belgicæ, Teutonicæ, Hispanicæ, Italicæ, Anglicæ, Portugallicæ [Venetiis 1656]. Hg. Riccardo Rizza u. a. Viareggio, Lucca 1996.
- Wie komt daar aan op die olifant? Een zestiende-eeuws taalgidsje voor Nederland en Indië, inclusief het verhaal van de avontuurlijke gevangenschap van Frederik de Houtman in Indië. Hertaald en toegelicht door Nicoline van der Sijs. Amsterdam, Antwerpen: L. J. Veen 2000. (Vgl. Digitalisat.)

- Rozmova · Besěda: Das ruthenische und kirchenslavische Berlaimont-Gesprächsbuch des Ivan Uževyč. Mit lateinischem und polnischem Paralleltext herausgegeben von Daniel Bunčić und Helmut Keipert. München: Sagner 2005.

### Als Digitalisat verfügbar
- Vocabulare van nieus geordineert, Eñ wederom gecorrigeert, Antwerpen: Liesvelt 1527 (nl, fr)

- Vocabulaer in vier spraken: Deuytsch, Francois, Latijn, ende Spaensch, Löwen: van Grave 1551 (nl, fr, la, es)

- Colloqvia et dictionariolvm sex lingvarvm: Teutonicæ, Latinæ, Germanicæ, Gallicæ, Hispanicæ, & Italicæ, Antwerpen: Heyndrickx 1576 (nl, la, de, fr, es, it)

- Dictionariolum Hexaglosson, cum Colloquiis aliquot, sex linguarum, Latinæ, Germanice, Belgice, Gallice, Hispanice, Italice, Basel: Frobenius 1585 (la, de, nl, fr, es, it)

- Colloqvia Et Dictionariolvm Septem Lingvarum, Belgicæ, Anglicæ, Tevtonicæ; Latinæ, Italicæ, Hispanicæ, Gallicæ, Antwerpen: Trognaesius 1586 (nl, en, de, la, it, es, fr)

- Der New Barlamont Oder Gemein Gespräch…, Köln: Netteßhem 1595 (fr, de)

- Colloqvia Et Dictionariolvm Octo Lingvarvm, Latinæ, Gallicæ, Belgicæ, Tevtonicæ, Hispanicæ, Italicæ, Anglicæ, et Portvgallicæ, Delft: Schinckel 1598 (la, fr, nl, de, es, it, en, pt)

- Dictionariolvm hexaglosson Cum colloquijs aliquot sex linguarum, Latinè, Bohemicè, Germanicè, Gallicè, Hispanicè, Italicè, Leipzig: Dačický 1602 (la, cs, de, fr, es, it)
- Spraeck ende woord-boeck inde Maleysche ende Madagaskarsche Talen (übersetzt und zusammengestellt von Frederick de Houtman), Amsterdam: Evertz 1603 (nl, ms) (stark den indonesischen Realitäten angepasst; enthält zusätzlich andere, nicht auf Berlaimont zurückgehende Gespräche und ein Wörterverzeichnis auf Malagasy)

- Colloqvia Et Dictionariolvm Octo Lingvarvm, Latinae, Gallicæ, Belgicæ, Tevtonicæ, Hispanicae, Italicæ, Anglicae, et Portvgallicae, Vlissingen: van der Nolck 1613 (la, fr, nl, de, es, it, en, pt)
- Colloqvia et dictionariolvm septem lingvarvm, Belgicae, Tevtonicae, Anglicae, Gallicae, Latinae, Hispanicae et Italicae, Antwerpen: Fickaert 1616 (nl, de, en, fr, la, es, it) (vgl. die Ausgabe von Verdeyen 1925–1935 oben)

- Dictionnaire Et Colloqves Francois Et Breton, Morlaix: Allienne 1626 (fr, br)

- The English, Latine, French, Dutch, Schole-master, London: Sparke 1637 (nl, en, fr, la)

- Dictionario castellano / Dictionaire françois / Dictionari català, Barcelona: Lacavalleria 1642 (es, ca, fr)

- Hexaglosson Dictionarivm Cum multis colloquijs Pro diversitate status hominum, Quotidie occurentibus, Warschau: Elert 1646 (la, it, pl, fr, es, de)

- Gazophylacium decem lingvarum Europaearum apertum, in qvo non solum pronunciationes, declinationes et conjugationes; sed etiam diversi dialogi in sermone Germanico, Polonico, Bohemico, Belgico, Anglico, Latino, Gallico, Hispanico, Italico et Vngarico reperiuntur, Košice: Warmer 1691 (de, pl, cs, nl, en, la, fr, es, it, hu)

- Colloquia & dictionariolum quatuor linguarum, latinæ, gallicæ, teutonicæ & svecicæ, Hamburg: Liebezeit 1703 (la, fr, de, sv)
- Dictionarium, ofte woord ende spraeck-boeck, In de Duytsche ende Maleysche Tale, Jakarta: F. de H. 1707 (nl, ms)